# 日星乡
日星乡（藏語：རི་ཞིང་），是中华人民共和国西藏自治区日喀则市江孜县下辖的一个乡镇级行政单位。

## 行政区划
日星乡下辖以下地区：
旁孜村、塔巴村、察布村、白林村、吹美村、卡吾村、杂达村和央卡村。